# Otto Weekhout
Otto Carolus (Otto) Weekhout (Delft, 24 november 1941) is een voormalige Nederlandse roeier. Hij vertegenwoordigde Nederland eenmaal op de Olympische Spelen, maar won bij die gelegenheid geen medailles.
In 1968 maakte hij met zijn olympisch debuut op de Spelen van Mexico-Stad als stuurman bij het onderdeel vier met stuurman. Het Nederlandse team werd in de eerste serie van de eliminaties tweede in 7.08,15. In de halve finale eindigde ze als zesde in 7.08,68. Op 18 oktober 1968 eindigde ze in de kleine finale (B-finale) als derde in 6.51,77 achter Roemenië (6.46,68) en Argentinië (6.50,54) en werden hierdoor negende overall.
Weekhout was in zijn actieve tijd als sportman aangesloten bij de Utrechtse studentenroeivereniging Triton. Hij studeerde tandheelkunde en werd later tandarts.

## Palmares

### Roeien (vier met stuurman)
- 1968: 3e B-finale OS - 6.51,77

Herman Rouwé · 
Erik Hartsuiker · 
Berend Brummelman · 
Tom Dronkert · 
Otto Weekhout (stuurman)